# Piráti (film, 1986)
Piráti (v originále Pirates) jsou francouzsko-tuniský dobrodružný film z roku 1986, který režíroval Roman Polański podle vlastního scénáře. Snímek měl světovou premiéru na filmovém festivalu v Cannes dne 8. května 1986.

## Děj
V roce 1672 jsou uprostřed Atlantiku na provizorním voru ztraceni anglický kapitán Red a jeho francouzský společník La Grenouille a pomalu jim dochází voda a jídlo. Oba jsou velmi odlišní. První myslí pouze na zlato, druhý je výbušný mladý muž, který bojuje o čest.
Zachrání je španělská galeona Le Neptune, které velí Don Alfonso Felipe Salamanca de la Torré. Oba jsou okamžitě zamčeni v nákladovém prostoru, kde objeví trůn z masivního zlata inckého krále Capateca Hanahuaca. Od té chvíle kapitán Red myslí jen na to, jak se ho zmocnit. La Grenouille se více zajímá o Dolores, jednu ze šlechtičen na lodi. Red podněcuje vzpouru mezi posádkou tím, že přesvědčuje námořníky o špatném zacházení, kterému je jejich důstojníci vystavují, a společně se jim podaří galeony zmocnit.
Vzbouřenci loď odkloní na ostrov v Západní Indii, kde kapitán požaduje výkupné za rukojmí, tj. důstojníky, mnichy a Dolores, ale marně. Španělští důstojníci se dokážou osvobodit, znovu získají kontrolu nad lodí a plují zpět na Maracaibo.
Kapitán Red koupí brigu, aby je mohl pronásledovat. Ve městě se mu podaří vyměnit Dolores, která je neteří guvernéra města, za trůn. Red a La Grenouille jsou však zajati a odsouzeni k smrti. Zatímco galeona odplouvá do Španělska s trůnem na palubě, kapitán a La Grenouille jsou osvobozeni piráty. Jejich briga se opět vydává pronásledovat Neptun a podaří se jí ho v noci dohnat. Mezi námořníky dojde k boji, který poškodí obě lodě. Několika Španělům, včetně Dona Alfonsa, kterému byla Dolores zasnoubena, se podaří uprchnout na člunu. Kapitán Red využívá zmatku k tomu, aby se zmocnil trůnu.

## Obsazení
| Walter Matthau    | kapitán Thomas Bartholomew Red           |
| Cris Campion      | Jean-Baptiste                            |
| Damien Thomas     | Don Alfonso Felipe Salamanca de la Torré |
| Charlotte Lewis   | Dolores                                  |
| Richard Pearson   | Padre                                    |
| Olu Jacobs        | Boumako                                  |
| Ferdy Mayne       | kapitán Linares                          |
| David Kelly       | chirurg                                  |
| Roy Kinnear       | Holanďan                                 |
| Bill Fraser       | guvernér                                 |
| Luc Jamati        | Pépito Gonzalez                          |
| Emilio Fernández  | Angelito                                 |
| Tony Peck         | španělský důstojník                      |
| Daniel Emilfork   | Hendrik                                  |
| Carole Fredericks | milenka kapitána Reda                    |

## Ocenění
- Oscar: nominace na nejlepší kostýmy (Anthony Powell)